# Русские школьники
«Русские школьники» («Русский класс», англ. Russian Schoolroom, The Russian Classroom, или Russian Schoolchildren) — картина американского художника Нормана Роквелла, написанная в 1967 году. Картина впервые была опубликована 3 октября 1967 года в журнале «Look Magazine», как иллюстрация к серии статей о жизни в Советском Союзе. Как и многие другие картины Роквелла, эта картина написана по фотографии.
На картине изображены советские школьники, сидящие за партами в классе. Предположительно, они слушают преподавателя. На столе перед ними стоит бюст Владимира Ильича Ленина, у зрителя складывается впечатление, что пионеры смотрят именно на него. На заднем плане виднеется лозунг «Учиться, учиться и учиться». Несмотря на то, что все ученики сосредоточены, один мальчик, изображённый в правом углу картины, отвлечённо смотрит в окно.

## История создания
Картина была заказана американским журналом «Look Magazine», редакторы которого решили выпустить серию статей о Советском Союзе в честь пятидесятилетия революции. Бытует мнение, что Норман Роквелл никогда не был в Советском Союзе, а фотографии, использованные в качестве основы, он нашёл в журнале «Семья и школа». Однако в биографии Роквелла, написанной Деборой Соломон, есть упоминание о поездке в СССР:
[Журнал] «Look» в то же время планировал специальную статью в честь пятидесятой годовщины Большевистской Революции. Роквеллу была заказана иллюстрация с типичной русской классной комнатой, поэтому они с Молли отправились на две недели в Москву во второй раз, в июне. В аэропорту их встретил Кристофер С. Рен, американский журналист, освещавший, на тот момент, жизнь в СССР для журнала «Look». С первой же минуты знакомства Рен нашел Роквелла «очень любезным и расслабленным. Я был удивлён тем, насколько он был приятен.»
Рен, который свободно говорил по-русски, использовал свои навыки переводчика, чтобы помочь Роквеллу попасть в московскую школу. Позже он вспомнил, что Роквелл уже сделал несколько фотографий группы учеников, «сидящих в своих пионерских галстуках», когда вмешались русские официальные представители. Они же и возразили просьбе художника, когда тот попросил одного из учеников посмотреть в окно, чтобы изобразить мальчика, который не может сидеть спокойно, ребёнка, которым он когда-то был. 
Школьная администрация хотела, чтобы ученики были изображены как прилежные маленькие коммунисты. «Все должны были быть запечатлены смотрящими только вперёд, — вспоминал Рен, — и им было очень интересно, насколько Норман был против СССР, если он просит ученика смотреть в окно.» — «Американское зеркало: жизнь и искусство Нормана Роквелла», Дебора Соломон

## Местонахождение картины
Картина «Русские школьники» была куплена Джеком Соломоном в 1968 году. В июне 1973 года она была похищена из картинной галереи в Клейтоне (Сент-Луис, Миссури). Следующие 15 лет не было известно ничего о её местонахождении, но в 1988 году картина была выставлена на аукционе в Новом Орлеане и ушла с молотка примерно за 70 тыс. долларов. В 1989 году режиссёр Стивен Спилберг приобрёл картину, именовавшуюся теперь как «Русский класс», за 200 тыс. долларов у официального арт-дилера, который, по словам Спилберга, гарантировал юридическую чистоту сделки. В 2007 году ассистент Спилберга нашёл упоминание о картине в реестре похищенных предметов искусства ФБР.
В настоящее время картина Роквелла оценивается в 700 тысяч долларов. Обанкротившийся в 1996 году галерист Соломон подал иск против Спилберга и ФБР, утверждая, что бюро знало о происхождении картины, но не предприняло никаких действий. Арт-дилер Джуди Гоффман Катлер судится с Соломоном и британским агентством по розыску краденых произведений искусства Art Loss Register. Она утверждает, что предпринятое ими расследование привело к расторжению контракта между ней и Спилбергом. Ущерб она оценила в 25 миллионов долларов.
В апреле 2010 года было вынесено решение по этому делу, согласно которому Спилберг обладал законным правом на работу Роквелла, и ему не было нужды от неё отказываться. Судья принял во внимание то, что в 1988 году сотрудники ФБР увидели выставленную на торги картину, провели расследование и пришли к выводу, что вопрос о её принадлежности был улажен и продажа «Русских школьников» будет законной. Помещение работы Роквелла в список разыскиваемых было простой ошибкой. Выяснилось, что в 1988 году Соломон увидел пропавшую картину на торгах, связался с аукционным домом и получил компенсацию в 20 тысяч долларов от страховой компании.